# Шперк, Венедикт Фридрихович

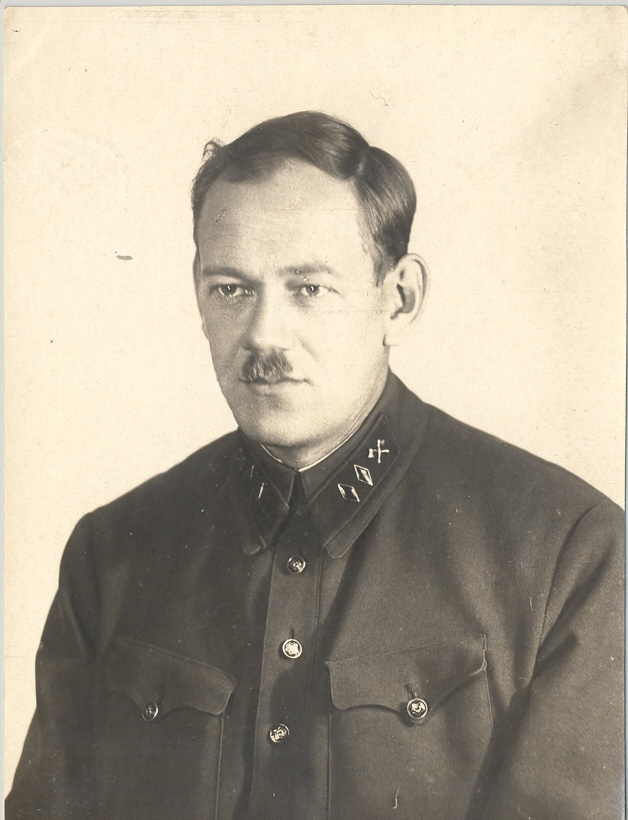
В. Ф. Шперк, 1940-е гг.

 Венедикт Фридрихович (Фёдорович) Шперк (1895, Санкт-Петербург — 1978, Москва) — военный инженер, историк, кандидат технических наук, полковник. Сын Ф. Э. Шперка.
Родился в семье русского литературного критика и философа Ф. Э. Шперка. Рано лишился отца, воспитывался на попечении дяди, Г. Э. Шперка. Окончил Николаевскую инженерную академию в Санкт-Петербурге.
Участвовал в Первой мировой войне, прапорщик. С осени 1918 — в Красной армии.
В 1935 г. — доцент кафедры фортификации Военно-инженерной академии. 26 апреля 1940 года присвоено звание бригинженера.
Автор работ по фортификации. Преподавал в Академии Генерального штаба и Военно-инженерной Академии им. В. В. Куйбышева.
В августе 1941 г. в качестве представителя Главного военно-инженерного управления Наркомата обороны и консультанта по полевым оборонительным сооружениям вместе с генералом А. Н. Комаровским, начальником 5-го Управления оборонительных работ ГУОБР НКВД, на которое было возложено строительство оборонительных сооружений для Южного и Юго-Западного фронтов, принимал участие в проектировке и создании линии обороны по Днепру от Киева до Херсона. 21 февраля 1942 года «за образцовое выполнение заданий Правительства по строительству укрепленных рубежей против немецких захватчиков и проявленные при этом доблесть и мужество» награждён орденом «Знак Почёта».
В апреле 1943 года полковник Шперк был назначен начальником кафедры военной истории и изучения театров военных действий Военно-инженерной Академии им. В. В. Куйбышева. 29 мая 1944 года «за достигнутые успехи в деле подготовки высококвалифицированных офицерских кадров инженерных войск Красной Армии» награждён орденом Красной Звезды. Награждён «за долгосрочную и безупречную службу» 3 ноября 1944 года орденом Красного Знамени и 21 февраля 1945 года орденом Ленина.
После войны — на преподавательской работе. 28 июня 1949 года награждён вторым орденом Красного Знамени.